# Starzyński Dwór
Starzyński Dwór (kaszb. Starzińsczi Dwór lub też Môłé Starzno, Môłé Starzëno, niem. Klein-Starsin, dawniej Starsinscher Hof) – wieś kaszubska w Polsce położona w województwie pomorskim, w powiecie puckim, w gminie Puck na trasie (obecnie zdemontowanej) linii kolejowej (Puck-Łebcz-Krokowa). Na wschodzie miejscowości z zabagnionego obszaru Puckich Błot wypływa rzeka Płutnica. W potocznym zastosowaniu również stara nazwa miejscowości Małe Starzyno.
W latach 1975–1998 miejscowość administracyjnie należała do województwa gdańskiego.
W Starzyńskim Dworze znajduje się jedyny w swoim rodzaju pomnik żołnierza Armii Czerwonej, przedstawiający go ze spuszczoną głową. 
We wsi XVIII wieczne pozostałości folwarku cystersów: kaplica z wieżyczką, spichlerz, ruiny kuźni i młyna, park podworski ze starodrzewem. 
Inne miejscowości o nazwie Starzyno: Starzyno